# Blackarstjärnen
Blackarstjärnen är en sjö i Robertsfors kommun i Västerbotten och ingår i Kålabodaåns huvudavrinningsområde.